# Hildisburg
Die Hildisburg ist eine abgegangene Höhenburg südwestlich des Weilers Burgtal auf einem 645,5 m ü. NHN hohen Sporn eines 160 mal 65 Meter großen Bergplateaus bei Hindelwangen im baden-württembergischen Landkreis Konstanz in Deutschland.
Vermutlich bestand die nur 10 auf 16 Meter kleine Burganlage nur aus einem Turm, was auf eine Turmburg hinweisen könnte. Sie war wohl der Sitz des zwischen 1175 und 1191 genannten Riwinus de [= von] Burctal, später gehörte die Burg dann zur Grafschaft Nellenburg.